# Storenosoma
Storenosoma es un género de arañas araneomorfas de la familia Amaurobiidae. Se encuentra en Australia.

## Especies
Según The World Spider Catalog 12.0:
- Storenosoma altum Davies, 1986
- Storenosoma hoggi (Roewer, 1942)
- Storenosoma supernum Davies, 1986
- Storenosoma terraneum Davies, 1986